# Stephenie McMillan
Stephenie Lesley McMillan, nata Gardner (Ilford, 20 luglio 1942 – Norfolk, 19 agosto 2013), è stata una scenografa britannica.

## Biografia
Conosciuta per aver preso parte ai film della saga di Harry Potter, ha vinto il Premio Oscar nella categoria migliore scenografia nel 1997 per Il paziente inglese e ha ricevuto altre quattro volte la nomination nella stessa categoria (2002, 2006, 2011, 2012). Per tre volte (2008, 2010, 2012) è stata candidata al Premio BAFTA. Per gran parte della carriera ha collaborato con Stuart Craig. È stata sposata con il regista Ian McMillan.

## Filmografia parziale
- 1996 - Il paziente inglese
- 2001 - Harry Potter e la pietra filosofale
- 2002 - Harry Potter e la camera dei segreti
- 2004 - Harry Potter e il prigioniero di Azkaban
- 2005 - Harry Potter e il calice di fuoco
- 2007 - Harry Potter e l'Ordine della Fenice
- 2009 - Harry Potter e il principe mezzosangue
- 2010 - Harry Potter e i Doni della Morte - Parte 1
- 2011 - Harry Potter e i Doni della Morte - Parte 2